# World Masters Games
Die World Masters Games sind eine Multisportveranstaltung für Seniorensportler, wobei das Mindestalter für eine Teilnahme in Abhängigkeit von der Sportart zwischen 25 und 35 Jahren beträgt.

## Organisation
Die Spiele werden von der International Masters Games Association organisiert und sind somit eine vom Internationalen Olympischen Komitee (IOC) anerkannte Veranstaltung.
Die letzten World Masters Games (Winter) fanden vom 10. bis 19. Januar 2020 im österreichischen Innsbruck statt.

## Die Spiele im Überblick

### Sommer
| Jahr | Austragungsort              | Sportarten | Länder | Teilnehmer | Motto                                        |
| ---- | --------------------------- | ---------- | ------ | ---------- | -------------------------------------------- |
| 1985 | Toronto                     | 22         | 61     | 8.305      | The year of the Masters                      |
| 1989 | Aalborg, Aarhus und Herning | 37         | 76     | 5.500      | Sport for life                               |
| 1994 | Brisbane                    | 30         | 74     | 24.500     | The challenge never ends                     |
| 1998 | Portland (Oregon)           | 28         | 102    | 11.400     | The global celebration of sport for life     |
| 2002 | Melbourne                   | 26         | 98     | 24.886     | The biggest multi-sport festival on Earth    |
| 2005 | Edmonton                    | 25         | 89     | 21.600     | A festival of sport in the city of festivals |
| 2009 | Sydney                      | 28         | 95     | 28.676     | Fit, fun and forever young                   |
| 2013 | Turin                       | 30         | 107    | 15.394     | Everlasting passion                          |
| 2017 | Auckland                    | 28         | 100    | 28.578     | For the Love of Sport                        |
| 2025 | Taipeh                      | *          | *      | *          |                                              |

### Winter
| Jahr | Austragungsort | Sportarten | Länder | Teilnehmer | Motto             |
| ---- | -------------- | ---------- | ------ | ---------- | ----------------- |
| 2010 | Bled           | 7          | 42     | 3.000      | The games for you |
| 2015 | Québec (Stadt) | *          | *      | *          | *                 |
| 2020 | Innsbruck      | 12         | *      | 3.000      | Spirit together   |

## Sommersportarten (Auswahl)
- Badminton
- Baseball
- Basketball
- Bogenschießen
- Fußball
- Gewichtheben
- Golf
- Hockey
- Kanu
- Leichtathletik
- Radsport
- Rudern
- Schießen
- Softball
- Squash
- Tischtennis
- Triathlon
- Taekwondo

## Wintersportarten (Auswahl)
- Langlauf
- Alpine Skiing
- Cross-Country Skiing
- Eisschnelllauf
- Eishockey
- Curling
- Eiskunstlauf
- Ski-Orientierungslauf
- Biathlon
- Short Track
- Nordische Kombination
- Skispringen